# Farol do Cabo Engaño
O farol do Cabo Engaño é um farol histórico situado na ilha de palaui na cidade de Santa Ana, na província de Cagayan, nas Filipinas. Situado no cume de uma colina no ponto mais nororiental que forma o Cabo Engaño, se alumia desde o Pacífico até ponto extremo nordeste de Luzón, e o canal entre as ilhas Babuyanes e o continente. É o mais oriental dos faróis na costa norte da ilha de Luzón. A luz original estava equipada com uma farol de primeira ordem que foi acesso a 30 de dezembro de 1892.
O Farol do Cabo Engano está agora sob a supervisão do Departamento de transporte e comunicação através da divisão Farol da Guarda Costeira das Filipinas.

## História

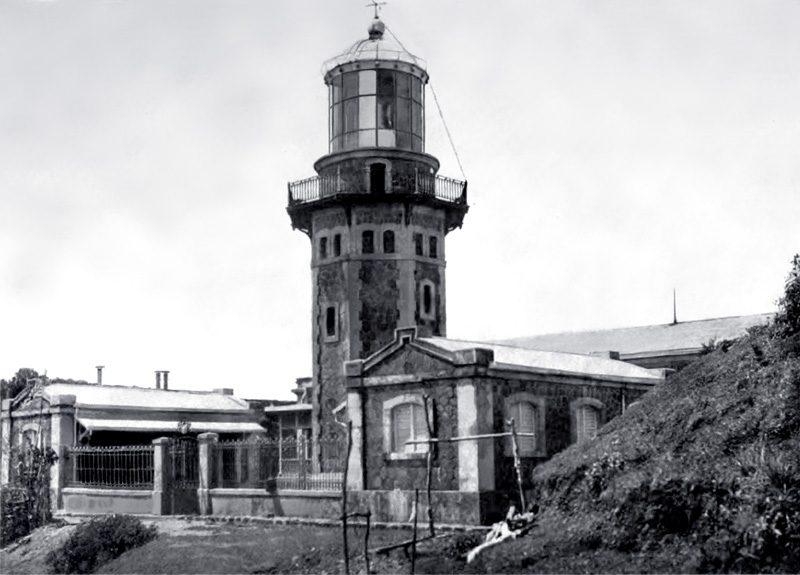
O Farol em 1903

Farol de Cabo Engaño é um dos quatro faróis construídos durante o período Colonial espanhol, que serviu de Farol de entrada para navios que chegavam. A construção começou em 21 de setembro de 1888 e terminou em 31 de dezembro de 1892, onde a maioria dos trabalhadores eram Filipinos.

### A família Jamorabon
O Farol de engano foi durante gerações o lar dos Jamorabons. Eles também trabalharam como guarda-farol, notavelmente Gregorio Jamorabon, o guardião de serviço mais longo. O complexo abrigava sete tripulantes encarregados de manter o farol. Na época, de acordo com Teresa Jamorabon, a falecida esposa de Gregorio Jamorabon, o farol era o único lugar onde os moradores desfrutavam de eletricidade.
Teresa Jamorabon descreveu como o governo cuidou bem dos faroleiros e da estação. Suas rações de arroz, feijão, macarrão, óleo de cozinha e querosene chegavam todos os meses e eram compartilhadas igualmente entre os trabalhadores, independentemente da posição.
De acordo com os Jamorabons, o nome do farol foi dado pelos marinheiros espanhóis quando eles pisaram pela primeira vez no cabo e foram tão atordoados pela sua beleza natural que eles o chamaram de "Engaño".

## Estrutura
O farol foi inicialmente projetado pelo engenheiro Magin Pers y Pers, que também projetou Cabo Bojeador e Ilha Capones, e Guillermo Brockman também contribui no projeto.
O complexo do farol é composto pelo Pavilhão de habitação que serviu como um escritório e quartel de trabalhadores, os edifícios de serviço, que serviu como cozinha e armazenamento, e a torre octogonal de 11 metros que abriga a coroa e a lanterna de cobre (mas era agora um mecanismo de iluminação solar) que é visível em todos os ângulos do farol. Tudo isto foi construído com materiais locais, alvenaria e madeira de folhosas.

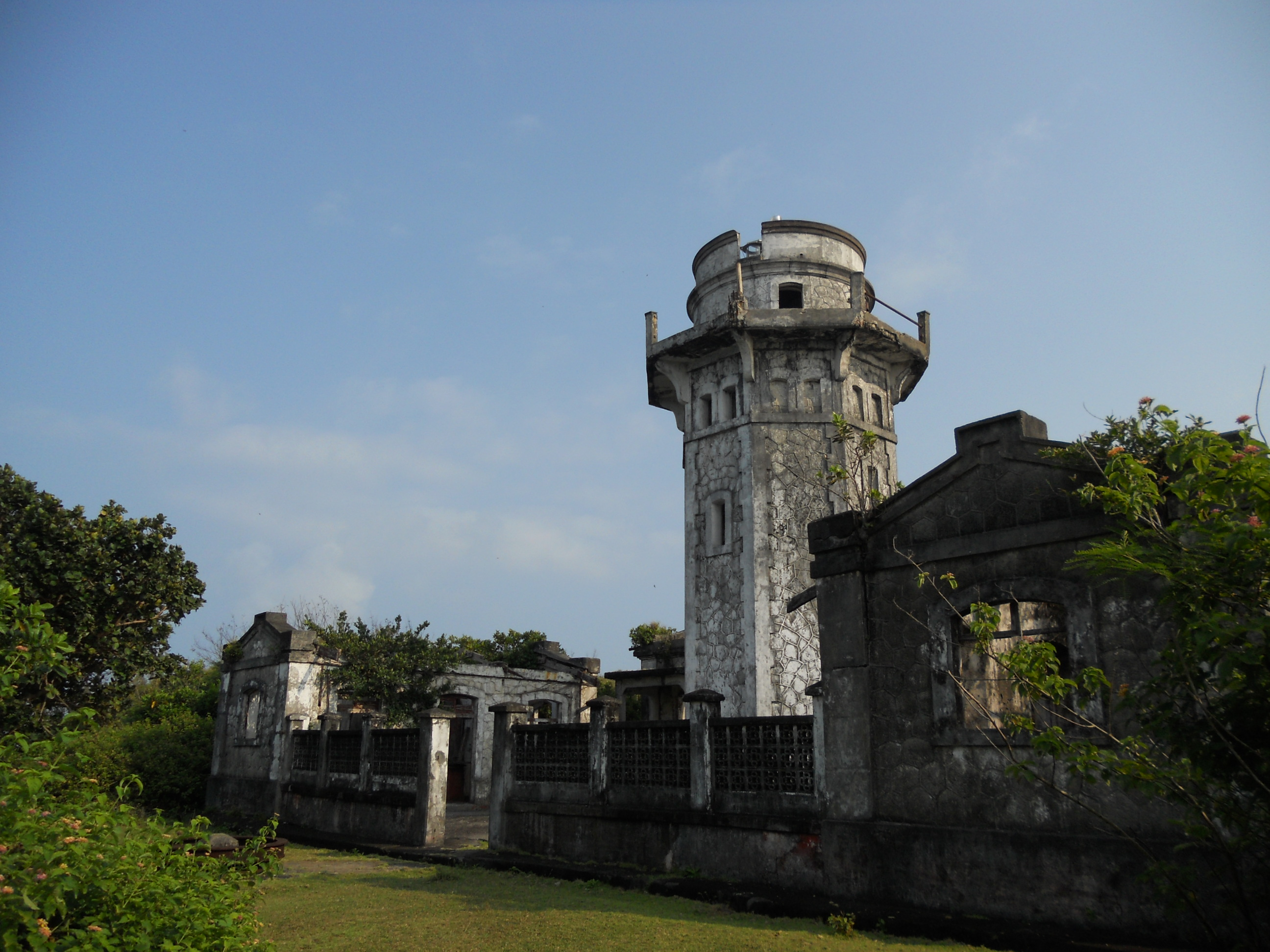
O farol em 2011
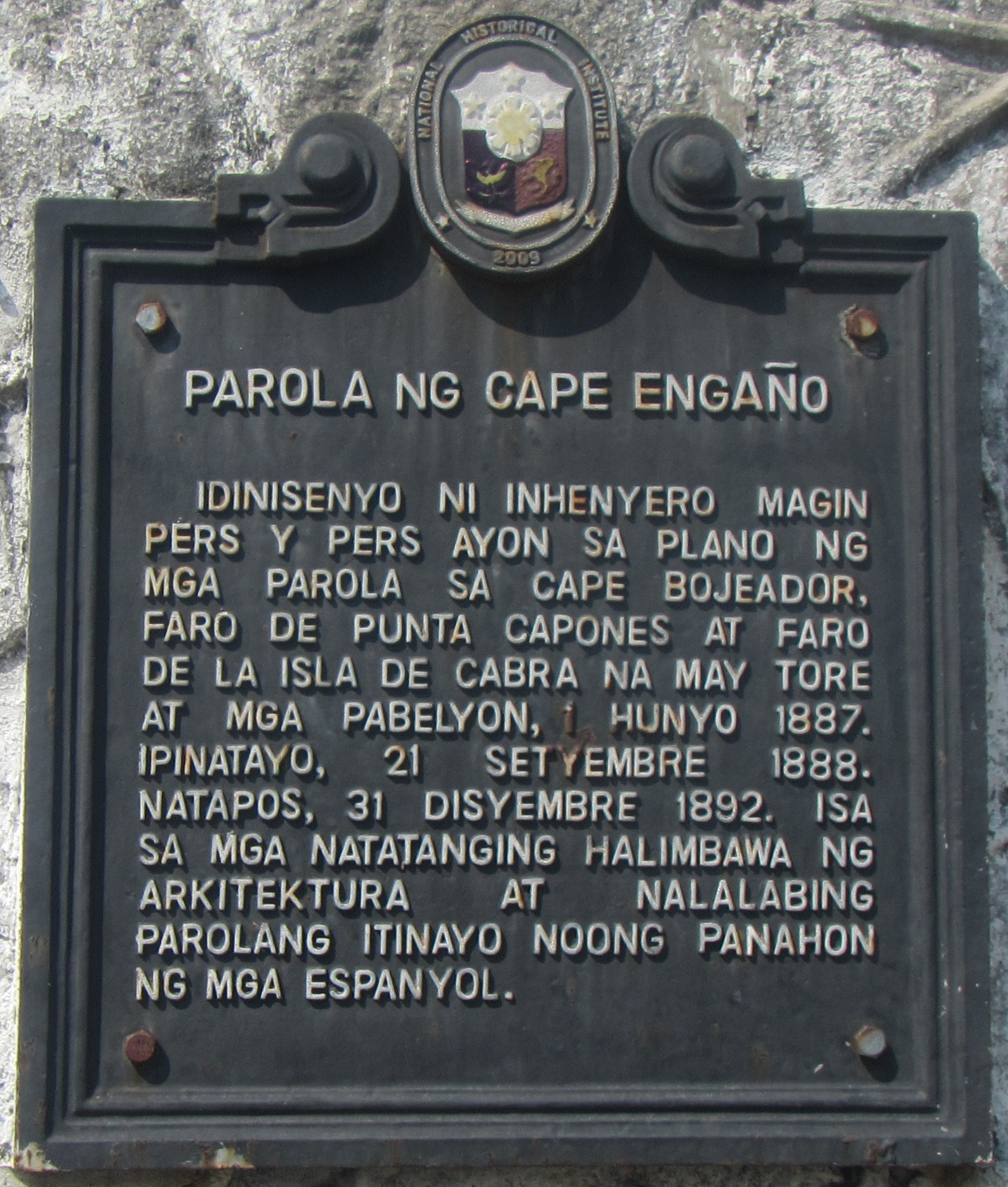
O marco histórico na base do Farol do Cabo Engaño